# Ceratina metaria
Ceratina metaria là một loài Hymenoptera trong họ Apidae. Loài này được Cockerell mô tả khoa học năm 1920.